# Mary Warburg

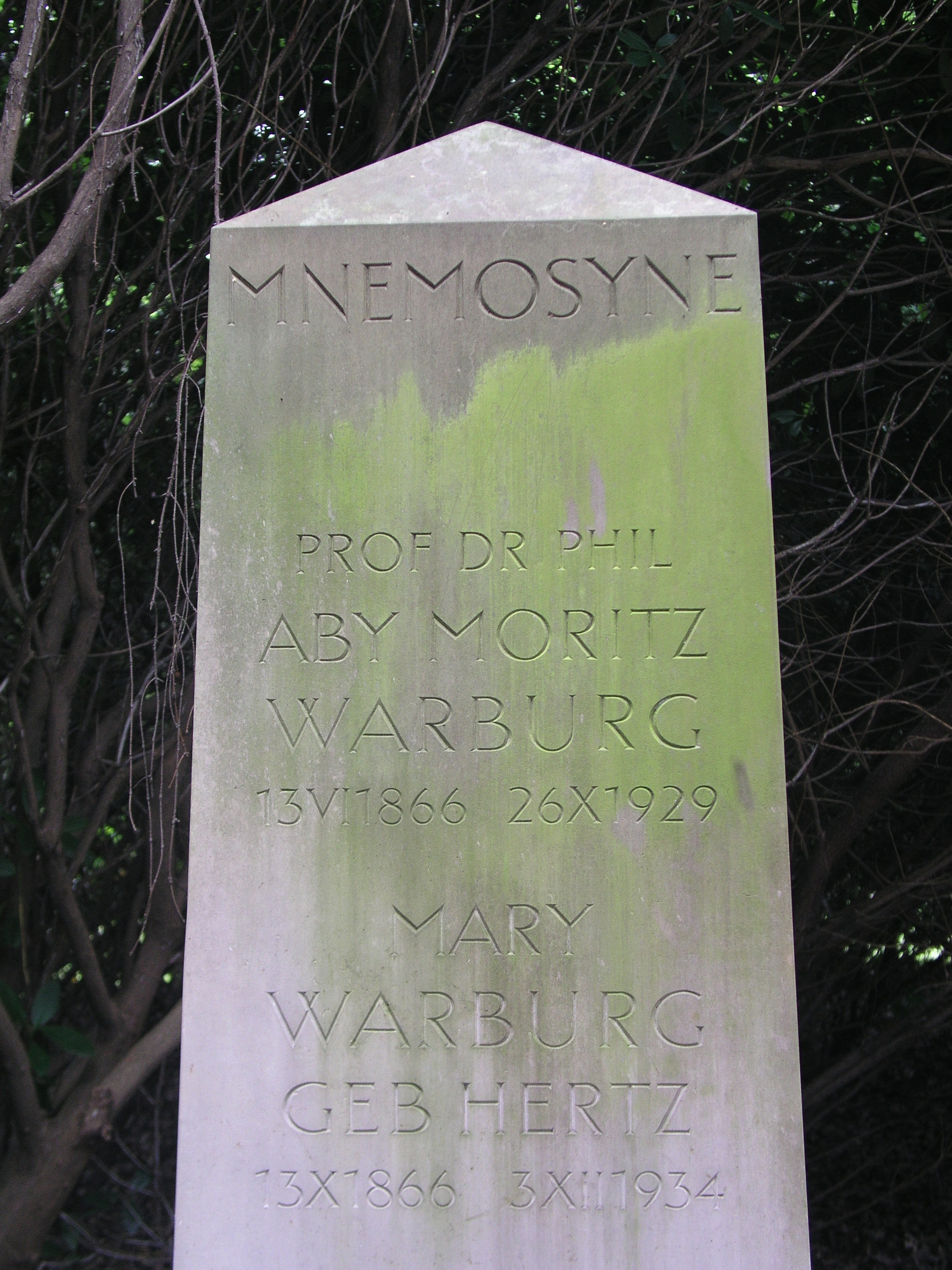
Stele am Grab des Ehepaars Warburg auf dem Friedhof Ohlsdorf

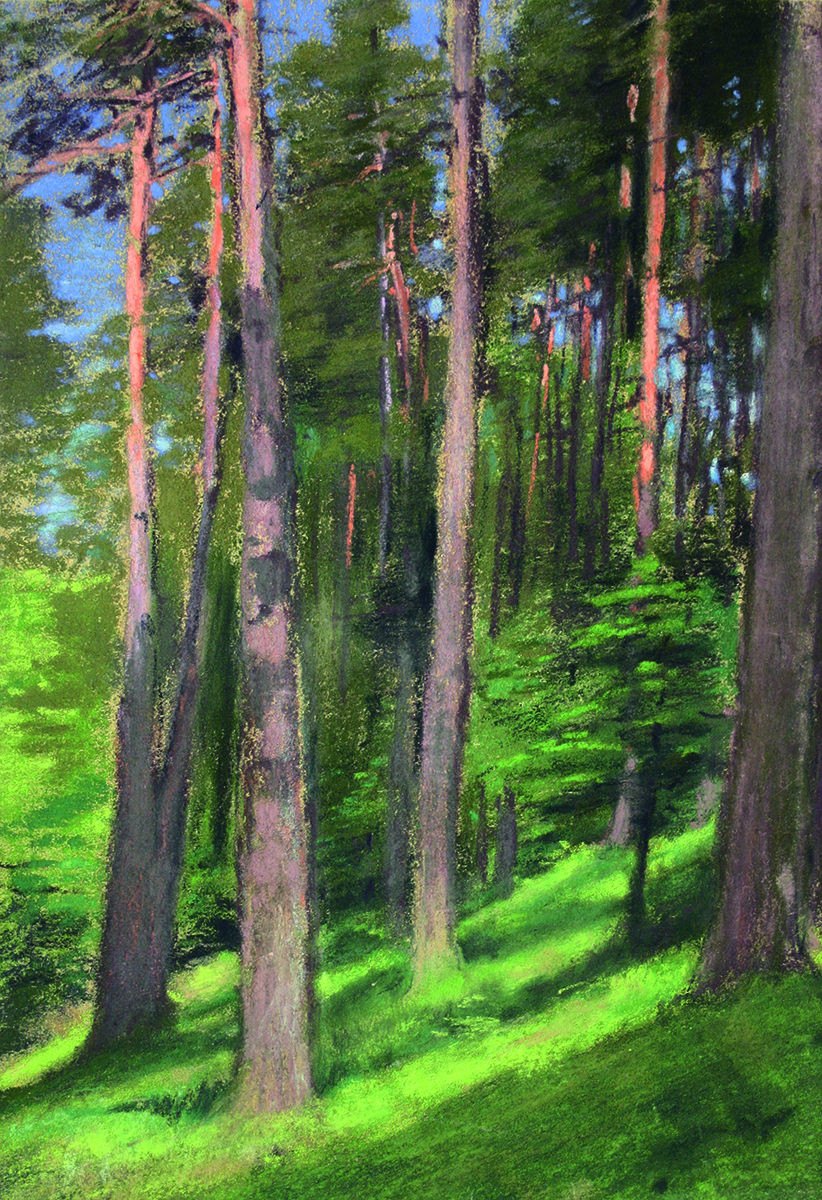
Kiefern am Hang (um 1893) von Mary Warburg

Mary Warburg, geborene Hertz, (* 13. Oktober 1866 in Hamburg; † 4. Dezember 1934 ebenda) war eine deutsche Malerin und Bildhauerin.

## Leben
Mary Warburg war eine Tochter des Hamburger Senators und Kaufmanns Adolph Ferdinand Hertz und dessen Gattin Maria, geborene Goßler. Sie hatte einen älteren sowie zwei jüngere Brüder. Ab dem 16. Lebensjahr nahm sie privaten Zeichenunterricht bei Adolf Mosengel, Theobald Riefesell, Friedrich Schwinge und Wilhelmine Niels. Ab 1882 reiste sie oft gemeinsam mit ihrem Vater, bis sie, aus einem streng protestantischen Elternhaus stammend, 1897 den aus einem konservativ-jüdischen Haus stammenden Kunsthistoriker Aby Warburg heiratete. Gemeinsam gingen sie nach Florenz, wo Mary Warburg in künstlerischen Austausch mit dem Bildhauer Adolf Hildebrandt und dem Maler Arnold Böcklin trat. Nach vier Jahren in der toskanischen Großstadt kehrten Mary und Aby Warburg nach Hamburg zurück.
Das Ehepaar Warburg hatte die gemeinsamen Kinder Marietta (1899–1973), Max Adolph (1902–1974) und Frede Charlotte (1904–2004). Mary Warburgs Briefe werden im Archiv des Warburg Institute in London verwahrt, ihr künstlerischer Nachlass befindet sich seit 1976 als Dauerleihgabe in der Hamburger Kunsthalle, ein kleinerer Teil neben zahlreichen anderen Dokumenten auch im Staatsarchiv Hamburg sowie in Privatbesitz. Auf dem Ohlsdorfer Friedhof in Hamburg erinnert eine Gedenksäule in Form eines Obelisken an das Ehepaar Warburg und den Sohn Max Adolph (Koordinate Y 10, 78–98). In unmittelbarer Nähe ist auch das Grab der Familie Hertz zu finden, dessen künstlerischer Schmuck von Mary Warburg gestaltet wurde.

## Wirken
Während der Reisen mit ihrem Vater erstellte Mary Warburg viele Skizzen von Landschaften und lokaler Architektur, die sie in Büchern festhielt. Ab ungefähr 1890 schuf sie auch Grafiken und betätigte sich als Bildhauerin. Ein wichtiger Förderer ihrer Arbeit war der erste Direktor der Hamburger Kunsthalle, Alfred Lichtwark. Mary Warburg gehörte der von Lichtwark gegründeten Gesellschaft Hamburgischer Kunstfreunde (GHKF) an, an deren Ausstellungen sie von 1894 bis 1898 teilnahm. 1895 gab der Verein sein erstes Jahrbuch heraus, das hauptsächlich die Werke der Jahresausstellung aufführt. Hierin sind unter den Kategorien Malerei und Skulptur 14 Werke Mary Warburgs angeführt.
Die Künstlerin hat auch Buchillustrationen geschaffen, darunter Zierleisten und Vignetten für die Erstausgabe von Die Urgroßeltern Beetz (1899) – eine Geschichte der Familie Hertz. Weitere Illustrationen erschienen in der Zeitschrift PAN (1896/97) und im Hamburger Weihnachtsbuch von 1892.
Ab den 1890er Jahren wandte sich Mary Warburg vor allem der Pastell- und Aquarellmalerei zu und arbeitete als Bildhauerin. Sie schuf vorwiegend Kleinplastiken und Büsten. Während der Jahre in Florenz zeichnete sie viel und verschenkte ihre Werke an Freunde und Bekannte in Hamburg. Ihre künstlerischen Tätigkeiten musste sie nun stärker mit ihren Aufgaben als Ehefrau und Mutter in Einklang bringen und wählte vielfach Motive aus ihrer Familie und ihrem Alltag. Auch arbeitete sie an der Seite ihres Mannes und schuf wissenschaftliche Zeichnungen zu seinen Forschungen.
Für ihre Zeichnungen verwendete sie Bleistift, Tusche, Pastell-, Aquarell- und Deckfarben oder Mischtechniken. Ölfarben setzte sie eher selten ein.
Ihre Werke als Bildhauerin umfassten Porträtköpfe sowie Kleinplastiken. Im Jahr 1930 fertigte sie eine Bronzebüste ihres verstorbenen Mannes, die als ihr bekanntestes Werk angesehen werden kann und heute in der Hamburger Kunsthalle, im Lesesaal des Warburg Institute in London sowie im Hamburger Warburg-Haus zu finden ist. Weitere Büsten zeigen Freunde und Verwandte Mary Warburgs, die ihr auch selbst Modell standen.
Die Werke Mary Warburgs sind heute als Dauerleihgabe in der Hamburger Kunsthalle zu finden.

## Ausstellung
Vom 13. Februar bis zum 12. Juni 2022 würdigt das Ernst Barlach Haus das Schaffen der Künstlerin mit einer Ausstellung von rund 50 Arbeiten aus fast ebenso vielen Jahren, „in denen sich Warburgs künstlerische Ambitionen immer wieder gegen gesellschaftliche Konventionen und familiäre Verpflichtungen behaupten mussten“.